# رحلة ليفي
رحلة ليفي هي سير عشوائي حيث أطوال الخطوات له توزيع معين...